# Maida Markgraf
Maida Markgraf (* 13. März 1991 in Bijelo Polje, SFR Jugoslawien als Maida Mujović) ist eine ehemalige montenegrinische Fußballspielerin.

## Karriere

### Vereine
Im Alter von acht Jahren gelangte Markgraf mit ihrer Familie nach Deutschland. Noch unter ihrem Mädchennamen Mujović begann sie mit ihrer zwei Jahre jüngeren Schwester Ilda in Merseburg beim dort ansässigen Eisenbahner-Sportverein Merseburg mit dem Fußballspielen; mit ihr gelangte sie auch im weiteren Verlauf nach Mücheln, wo sie für den Sportring Mücheln aktiv waren. Altersbedingt gelangte sie etwas früher als ihre Schwester ins Sportinternat und spielte für den Magdeburger FFC in der Gruppe Nord der seinerzeit zweigleisigen 2. Bundesliga. Mit Saisonende 2009/10 verließ sie den Verein. Mit einer Ausbildungszusage bei einem Schuhfachhändler, kehrte sie nach Merseburg zurück und spielte zwei Jahre lang für den Landesligisten SV Merseburg 99. Mit Saisonbeginn 2012/13 trat sie als Spielerin des SV Eintracht Bad Dürrenberg in Erscheinung, wo sie erneut auf ihre Schwester traf, die ebenfalls den Weg 2012 dorthin gefunden hatte.

### Nationalmannschaft
Im Mai 2012 wurde Markgraf für die A-Nationalmannschaft nominiert. Ihr Debüt als Nationalspielerin gab sie am 15. Mai 2012 in Bar bei der 2:4-Niederlage gegen die Nationalmannschaft Albaniens. Auch im Rückspiel am 18. Mai 2012 in Shkodra musste ihre Mannschaft mit 3:4 eine weitere Länderspielniederlage hinnehmen.

## Sonstiges
Mit ihrer Eheschließung im Frühjahr 2012 nahm Maida den Familiennamen ihres Ehemannes an und heißt seither Markgraf.